# Dancz Lajos
Dancz Lajos József (Nagyvárad, 1849. – Budapest, 1906. október 27.) színész, színházigazgató, bírósági becsüs.

## Életpályája
1866-ban Fejér Károlynál lépett először színpadra. 1866–1870 között Szegeden és Szabadkán volt színész. 1873–1874 között Krecsányi Ignác társulatának tagja volt. 1874–1875 között Follinus Jánosnál színészkedett. 1875–1876 között a Népszínház tagja volt. 1876–1877 között Aradi Gerőnél játszott. 1877–1878 között Temesváry István színitársulatában volt látható. 1880–1881 között Miklósy Gyula színházánál szerepelt. 1881–1882 között Hubay Gusztáv színházigazgatónál dolgozott. 1883–1884 között Tóth Béla igazgatóságához tartozott. 1884-ben színházigazgató lett; megalapította a „Dancz-testvérek társulatát”. 1886–1887 között a Szatmárnémeti Színház igazgatója volt. 1887-ben az anyagi gondok miatt nem tudta tovább vezetni, ezért szeptemberben Budapesten rendőri szolgálatba lépett. Halálát féregnyújtványlob okozta.

## Családja
Színészcsaládból származott. Édesapja Dancz Ferenc (Károlyfehérvár, 1820 – Kisújszállás, 1875. aug. 20.) színész, 1848-as honvéd. Édesanyja Kovách Anna volt. 1871-ben feleségül vette Elek Ida színésznőt. Testvére ifj. Dancz Ferenc és Dancz Nina színészek.

## Színházi szerepei
- Offenbach: A trapezunti hercegnő – Cabriolo
- Hugo–Pály K.: A notre-dame-i toronyőr – Peppo
- Séjour: A kártyavetőnő – Frinagusta
- Lecocq: Kanári hercegnő – Patagnes
- Meilhac-Halèvy: Tricoche és Cacolet – Des Escopettes